# Meridiankrümmung
Die Meridiankrümmung ist in der Geographie eines von zwei Maßen für die Krümmung der Oberfläche eines Rotationsellipsoids.
Im Gegensatz zu einer Kugel, wo die Krümmung auf jedem Punkt der Oberfläche und in jede Richtung gleich groß ist, hängt sie bei einem Rotationsellipsoid vom Ort und von der zu betrachtenden Richtung ab (eine Ausnahme bilden hier die beiden Pole, an denen – wie bei einer Kugel – die Krümmung nach allen Seiten gleich bleibt).
Die Meridiankrümmung gibt die Krümmung entlang eines Meridians des Rotationsellipsoids an; senkrecht dazu ist die Querkrümmung ein Maß für die Krümmung der Oberfläche. Mit einer Kombination aus Meridian- und Querkrümmung kann die Krümmung an jedem Punkt und in jede beliebige Richtung auf der Oberfläche eines Rotationsellipsoiden angegeben werden.
Am Äquator nehmen beide Krümmungen ihren größten, an den Polen jeweils ihren kleinsten Wert an.
Wichtige Kennwerte sind hierbei noch der Meridiankrümmungsradius und der Querkrümmungsradius.